# Cord 810
La 810 è una autovettura costruita dalla casa automobilistica statunitense Cord dal 1936 al 1937.

## Tecnica
La progettazione della carrozzeria della Cord 810 fu di Gordon Buehrig e del suo gruppo di lavoro, incluso il giovane Vince Gardner. Una delle innovazioni tecnologiche introdotte furono i fari a scomparsa. Questi non divennero comuni fino agli anni sessanta (la DeSoto li usò nel 1942). Sugli ultimi modelli della Oldsmobile Toronado i progettisti della GM si ispirarono al suo design e li inclusero.
Quasi priva di cromo, la nuova vettura aveva un così basso baricentro da evitare l'installazione di predellini, ossia quelle specie di “scalini” che nelle auto pre-belliche collegavano i parafanghi anteriori a quelli posteriori, e fungevano appunto da scalino per permettere alle persone di salire a bordo.
I parafanghi erano di tipo "Ponton". Questo termine era utilizzato tra gli anni trenta e cinquanta, e stava ad indicare quelle auto con parafanghi integrati in tutto o in parte nel resto del corpo della carrozzeria. La 810 aveva, infatti, parafanghi grossi, avvolgenti e semi-incorporati, definibili appunto come "Ponton", o meglio, come "Pontoon" (come erano definiti negli Stati Uniti d'America). Avevano fari a scomparsa azionabili mediante un comando manuale posto sul cruscotto. Vi erano inoltre una griglia del radiatore molto avvolgente e lo sportello per il rifornimento carburante annegato nella carrozzeria. Il cruscotto includeva una strumentazione completa, con tachimetro e radio.
Sulla vettura era installato un motore V8 da 4730 cm³ di cilindrata, costruito dalla Lycoming, erogante 125 bhp, fabbrica di motori rilevata da E.L. Cord nel 1927. I cilindri avevano un alesaggio di 88,9 mm ed una corsa di 95,2 mm. Aveva valvole laterali ed il rapporto di compressione era di 6,5:1. Montava un cambio a quattro rapporti manuale. Raggiungeva la velocità massima di 160 km/h.

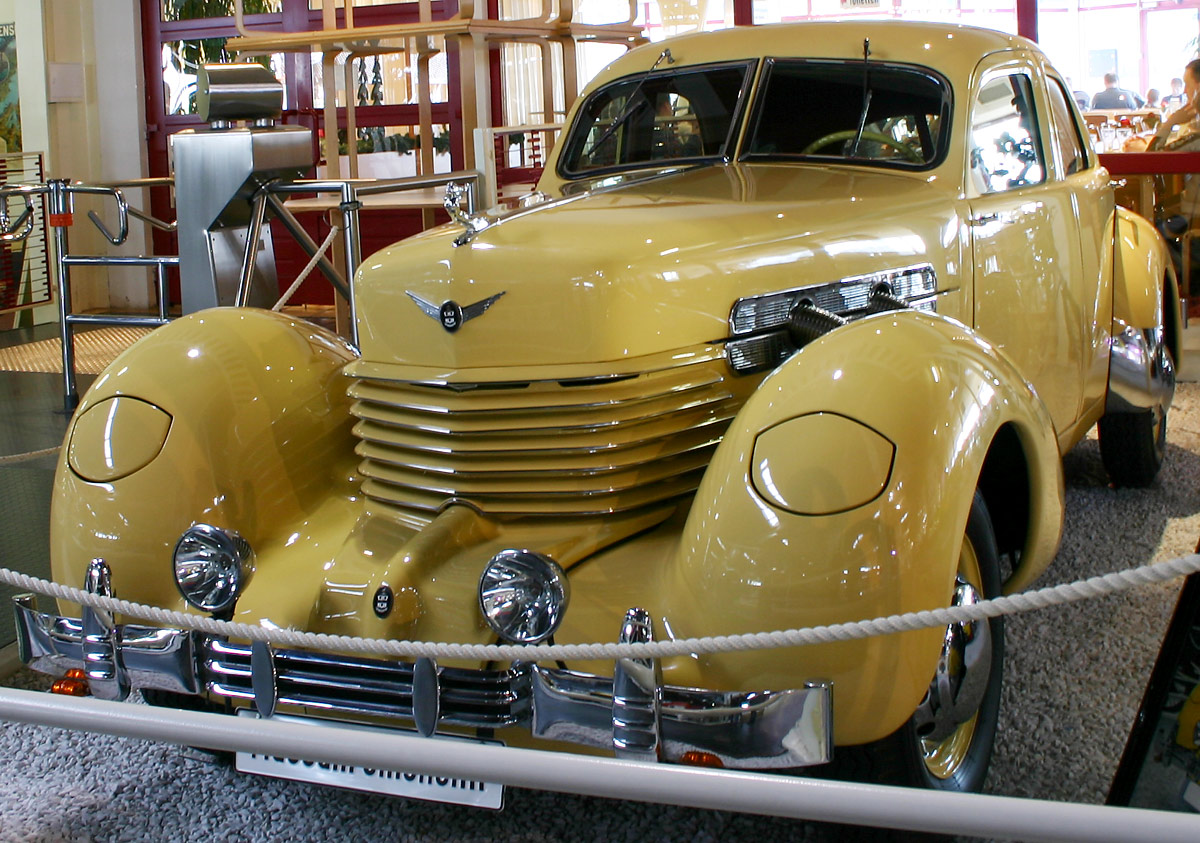
Una Cord 812

La nuova vettura catturò molto interesse al Salone dell'automobile di New York nel novembre del 1936. La folla intorno alla 810 era ragguardevole, e si accalcava intorno ai parafanghi per vederla da vicino. Già a questa manifestazione fioccarono gli ordini, ma le auto non furono pronte che a febbraio dell'anno successivo. Il motore aveva l'albero di trasmissione che partiva dallo stesso propulsore ed andava ad azionare le ruote motrici anteriori poste in posizione più avanzata rispetto al motore stesso, come nelle Citroën Traction Avant. Questo permetteva, tra l'altro, anche di avere un baricentro più basso rispetto ad una tipica automobile di quegli anni.
Fin dall'inizio le vetture avevano però problemi di affidabilità, incluso il disinnesto frequente delle marce e la perdita dei vapori della benzina, e questo portò al raffreddamento degli entusiasmi iniziali. Sebbene molti dei nuovi acquirenti amassero le loro veloci auto profilate, il grosso delle vendite crollò rapidamente.
L'evoluzione della 810 fu la 812; costruita dal 1937 con motore sovralimentato, era quasi identica nell'aspetto alla vettura precedente. La differenza principale erano i tubi di scappamento cromati montati ai due lati del cofano e della griglia del radiatore.La potenza passò a 170 bhp.Dei 688 modelli prodotti della 812, 64 furono in versione cabriolet. Nel 1936 gli esemplari invenduti della 810 furono rinumerati e venduti come modelli 812 nel 1937. Nello stesso anno la produzione cessò.

## Versioni speciali

### Cord 810 Convertible Phaeton Sedan
Dell'originale 810 venne realizzata una versione decappottabile denominata Convertible Phaeton Sedan. Meccanicamente identica alla versione base, era fornita di uno sterzo dotato di pre-sellettore pneumatico e dell'antenna della radio occultata per mantenere una pulizia generale della linea.

### Cord 810 Cabriolet
Durante la produzione in serie, vennero create 205 Cord 810 in versione Cabriolet biposto. Esse erano dotate di un propulsore Lycoming L-Head V8 da 125 CV abbinato ad un cambio a quattro velocità.

## La Phantom Corsair
Nel 1938 utilizzando la meccanica della Cord 810 è stata realizzata la concept car Phantom Corsair, un coupé molto aerodinamico che non ebbe seguito commerciale.